# Leganiel
Leganiel település Spanyolországban, Cuenca tartományban.  Lakosainak száma 226 fő (2024).

## Népesség
A település népessége az utóbbi években az alábbiak szerint változott:
| Lakosok száma | 243  | 243  | 255  | 233  | 218  | 193  | 186  | 190  | 209  | 226  |
|               | 2001 | 2004 | 2006 | 2009 | 2011 | 2014 | 2016 | 2019 | 2021 | 2024 |